# Arita Kosei
Kosei Arita (sinh ngày 6 tháng 9 năm 1993) là một cầu thủ bóng đá người Nhật Bản.

## Sự nghiệp câu lạc bộ
Kosei Arita đã từng chơi cho Matsumoto Yamaga FC.